# (9865) Akiraohta
(9865) Akiraohta es un asteroide perteneciente al cinturón de asteroides, descubierto el 3 de octubre de 1991 por Kenzo Suzuki y el también astrónomo Takeshi Urata desde el Toyota Observatory, Japón.

## Designación y nombre
Designado provisionalmente como 1991 TP1. Fue nombrado por Akira Ohta (1951-2002) quien fue un observador aficionado de meteoros y cometas. Fue líder de actividades de voluntariado, trabajando por la educación de los jóvenes, además de trabajar por la popularización de la astronomía durante unos 30 años.

## Características orbitales
Akiraohta está situado a una distancia media del Sol de 2,205 ua, pudiendo alejarse hasta 2,678 ua y acercarse hasta 1,731 ua. Su excentricidad es 0,215 y la inclinación orbital 3,795 grados. Emplea 1195,58 días en completar una órbita alrededor del Sol.

## Características físicas
La magnitud absoluta de Akiraohta es 14,49. Tiene 3,307 km de diámetro y su albedo se estima en 0,281.